# Osteria del Curato (zona di Roma)
Osteria del Curato è la zona urbanistica 10F del Municipio Roma VII di Roma Capitale.
Si estende sulla zona Z. XV Torre Maura e, in piccola parte, sul quartiere Q. XXIV Don Bosco.
L'omonima frazione si trova sul lato sud della via Tuscolana, nella zona Z. XVIII Capannelle, corrispondente alla zona urbanistica 10E Lucrezia Romana.

## Geografia fisica

### Territorio
È situata a sud-est della capitale, internamente e a ridosso del Grande Raccordo Anulare, sul lato nord della via Tuscolana, chiusa fra via di Torre Spaccata ed il prosieguo di viale Bruno Pelizzi fino all'altezza di viale Rolando Vignali e, da qui, in linea d'aria fino allo svincolo della diramazione sud della autostrada A1 sul GRA. Da questo fino allo svincolo con via Tuscolana.
La zona urbanistica confina:

Osteria del Curato e Zone Urbanistiche dell'ex X Municipio

- a nord con le zone urbanistica 8A Torrespaccata e 8B Torre Maura
- a est con la zona urbanistica 10G Romanina
- a sud con la zona urbanistica 10E Lucrezia Romana
- a ovest con la zona urbanistica 10A Don Bosco

## Geografia antropica

### Urbanistica
Questa area ha conosciuto il suo grande sviluppo dalla fine degli anni settanta con le lottizzazioni di Cinecittà Est: la dotazione di infrastrutture e servizi si può definire completata solo alla fine degli anni novanta.